# پاملا جلیمو
پاملا جلیمو (انگلیسی: Pamela Jelimo؛ زادهٔ ۵ دسامبر ۱۹۸۹) دونده دو سرعت اهل کنیا است.
وی در مسابقات کشوری و بین‌المللی در مجموع برندهٔ ۳ مدال طلا، ۱ مدال نقره، ۱ مدال برنز شده‌است.
او در سن ۱۸ سالگی موفق به کسب مدال طلا در رویداد بازی‌های ۲۰۰۸ المپیک در پکن شد. او اولین زن کنیایی است که مدال طلای المپیک را به دست آورد.